# Pablo González Yagüe
Pablo González Yagüe (nato Pavel Alekseyevich Rubtsov; in russo Павел Алексеевич Рубцов?; Mosca, 28 aprile 1982) è un giornalista russo-spagnolo che ha lavorato come giornalista indipendente per diversi media, specializzandosi nell'Europa dell'Est e nei paesi dell'ex Unione Sovietica. Ha coperto vari conflitti come la seconda guerra del Nagorno-Karabakh, la guerra nel Donbass e l'invasione russa dell'Ucraina nel 2022.
Il 27 febbraio 2022, Yagüe è stato arrestato dalle autorità polacche vicino al confine con l'Ucraina e successivamente accusato di essere una spia russa e un agente del GRU. Dopo essere stato tenuto in custodia cautelare per 886 giorni, Yagüe è stato rilasciato in uno scambio di prigionieri il 1º agosto 2024. È stato accolto da Vladimir Putin al suo arrivo all'aeroporto internazionale di Vnukovo lo stesso giorno.

## Biografia
Pablo González Yagüe è nipote di un bambino spagnolo che fu evacuato in Unione Sovietica dalla Repubblica spagnola durante la guerra civile. È nato a Mosca nel 1982 e si chiama Pavel Rubtsov. Visse in Unione Sovietica fino all'età di nove anni, quando sua madre divorziò dal padre e portò con sé il figlio nei Paesi Baschi, dove cambiò il suo nome con il nome spagnolo Pablo González Yagüe. Risiedevano a Bilbao e in Catalogna.
Si è laureato in filologia slava e ha conseguito un master in studi strategici e di sicurezza internazionale. Come giornalista ha collaborato con testate come La Sexta, Público e Gara.

### Detenzione in Polonia
Poco prima del suo arresto, González era presente a Przemyśl in Polonia, vicino al confine con l'Ucraina, e ha postato su Twitter la presenza di "persone non bianche" nell'ondata di rifugiati in fuga dall'invasione russa, posando con cittadini del Bangladesh e della Nigeria che hanno attraversato l'Ucraina verso la Polonia.
Secondo le autorità polacche, Pablo González è stato arrestato nella città di confine di Przemyśl nella notte tra il 27 e il 28 febbraio 2022 con l'accusa di aver partecipato ad attività di intelligence straniere contro la Polonia. È stato accusato di essere un agente del Dipartimento centrale dell'intelligence russa, approfittando del suo ruolo di giornalista per viaggiare in Europa e raccogliere informazioni. Questa accusa comporta una possibile condanna fino a 10 anni di carcere. Una perquisizione dei suoi media digitali da parte della polizia ha trovato rapporti dettagliati sulle attività della figlia dell'ex leader dell'opposizione Boris Nemtsov, così come di persone del suo entourage.
Dopo il suo arresto, le autorità polacche lo hanno trattenuto in isolamento. Non è stato in grado di comunicare con il suo avvocato Gonzalo Boye o con la sua famiglia, una pratica contro la quale giornalisti e politici spagnoli hanno protestato presso le autorità polacche e il Ministero degli Esteri di Spagna. Il Comitato per la protezione dei giornalisti ha chiesto alle autorità polacche di fornirgli un accesso adeguato alla rappresentanza legale e a una procedura giusta e trasparente.
Il 13 settembre 2022, dopo 200 giorni di detenzione, ha presentato un caso sulle sue condizioni carcerarie davanti alla Corte europea dei diritti dell'uomo di Strasburgo, denunciando la violazione della Convenzione europea dei diritti dell'uomo.
Il 22 novembre, le autorità polacche lo hanno informato che sua moglie poteva fargli visita nel carcere di Radom dove era detenuto. Il 24 novembre, la giustizia polacca annunciò che avrebbe prolungato la sua detenzione per tre mesi, senza rendere pubblica alcuna prova contro di lui.

### Il caso Pablo González al Parlamento europeo
Il 4 luglio 2023 durante una conferenza tenutasi presso il Parlamento europeo. Con il titolo Il giornalismo non è un crimine!, un gruppo di giornalisti spagnoli, in rappresentanza della Federazione delle Associazioni dei Giornalisti di Spagna (FAPE), ha chiesto al Parlamento Europeo, insieme al Gruppo di Sostegno a Pablo González Madrid, il rilascio del reporter spagnolo Pablo González. Tra i partecipanti c'erano Ohiana Goirena, compagna del giornalista detenuto, così come il segretario generale e il capo della comunicazione della Federazione Internazionale dei Giornalisti (IFJ), rispettivamente Anthony Bellanger e Natalia Queralt. L'evento è stato promosso dagli eurodeputati di (La Sinistra GUE/NGL), Miguel Urbán (Anticapitalistas (organizzazione politica), Ana Miranda (BNG) dei Verdi (EFA) e Pernando Barrena (ex parlamentare di EHBildu), con l'intenzione di portare il caso a Bruxelles e rompere l'ignoranza che esisteva al riguardo nell'Unione Europea. Allo stesso modo, parenti, eurodeputati e colleghi hanno chiesto, in una conferenza stampa all'interno del Parlamento, un trattamento equo per il giornalista, oltre a esporre la cronologia dei fatti dal momento in cui il giornalista spagnolo è stato imprigionato in Polonia. Inoltre, il Parlamento europeo ha posto diverse interrogazioni. Tra questi, quella di Idoia Villanueva (Podemos), nella cui risposta il commissario per la Giustizia Didier Reynders richiamava l'attenzione sulle raccomandazioni della Commissione europea agli Stati membri sul trattamento dei detenuti, l'assistenza legale e la decisione quadro 2009/829/GAI del Consiglio che consente a un indagato detenuto di essere sottoposto a una misura di sorveglianza nel suo paese d'origine fino a quando il processo non si svolge in un altro paese, piuttosto che essere posto in custodia cautelare in un paese straniero. La Polonia, ad oggi, ignora questa possibilità di espatrio.

### Liberazione
Il 1º agosto 2024 è stato rilasciato. Il rilascio è avvenuto all'aeroporto di Ankara, in Turchia, dopo quasi 900 giorni di carcere e a seguito di un accordo tra la Russia e altri paesi europei in uno scambio di prigionieri accusati di spionaggio, tra cui cittadini statunitensi detenuti in Russia. Successivamente è stato trasferito in Russia e ricevuto all'aeroporto internazionale di Mosca-Vnukovo, insieme agli altri prigionieri, dal presidente russo Vladimir Putin.
Dopo il suo rilascio, la difesa di González ha sottolineato che le autorità russe hanno mostrato un "reale interesse" a risolvere il caso e, sebbene non sia direttamente menzionato, ha criticato l'atteggiamento del governo spagnolo, affermando che "altri, d'altra parte, hanno cercato di criminalizzare Pablo González, invece di difenderlo e proteggere i suoi diritti di giornalista". Il governo polacco ha affermato che con il rilascio di Pablo, la Polonia ha vinto: "Abbiamo dimostrato che siamo un membro leale della NATO, un alleato leale degli Stati Uniti, e questo di per sé è un valore".